# 日光線
日光線（にっこうせん）は、栃木県宇都宮市の宇都宮駅と同県日光市の日光駅を結ぶ、東日本旅客鉄道（JR東日本）の鉄道路線（地方交通線）である。
栃木県の県庁所在地である宇都宮と、世界文化遺産「日光の社寺」を有する国際観光都市の日光を結ぶ近郊路線で、全区間単線である。鹿沼市以西は東武鉄道日光線と並走しており、かつては東京 - 日光間の観光輸送において東武伊勢崎線・東武日光線と国鉄東北本線（現在のJR宇都宮線）・日光線は競合関係にあった。しかし同区間では東武鉄道が圧倒的優位に立つ状況となり、現在の当路線は日光市今市・鹿沼方面と宇都宮市内を往復する通勤・通学客が主な利用者層となっている。一方、日光への外国人観光客の増加に伴って、2010年代後半よりジャパンレールパスなどを用いて主に東北新幹線より乗り継ぐ利用者も日中を中心に増加している。
2009年3月からは、日光線開業120周年記念事業の一環として、列車外装に西洋風レトロ調エンブレムを施し、列車内の案内表示には英文・中文・ハングルなどを併記しているほか、駅設備も洋風レトロ調に合わせた装飾とし、英文案内や案内スタッフの配置などにより乗り換え案内を充実させ、日本国外からの観光客を意識した設備が整えられている。2022年3月に導入されたE131系600番台では宇都宮線と車両が共通運用であるため107系や205系600番台に施されていたエンブレムこそ廃されているものの、レトロ調のデザインを継承した茶色と黄色をデザインに取り入れているほか、車内自動放送や車内案内表示装置による多言語の運行案内を行っておりさらに設備を充実させている。
2008年3月15日から、旅客営業規則の定める大都市近郊区間の「東京近郊区間」、およびIC乗車カード「Suica」の首都圏エリアに含まれている。

## 路線データ
- 路線距離（営業キロ）：40.5 km [3]
- 管轄（事業種別）：東日本旅客鉄道（第一種鉄道事業者）
- 軌間：1,067 mm [3]
- 駅数：7（起終点駅含む）
  - 日光線所属駅に限定する場合、東北本線所属の宇都宮駅[7] が除外され、6駅となる。
- 複線区間：なし（全線単線）[3]
- 電化区間：全線（直流1,500 V）[3]
- 閉塞方式：自動閉塞式
- 運転指令所：宇都宮CTCセンター
  - 準運転取扱駅（入換時は駅が信号を制御）：宇都宮駅・日光駅
- 保安装置：ATS-P[8]
- 最高速度：95 km/h[2]
- 大都市近郊区間：全線（東京近郊区間）
- IC乗車カード対応区間：全線（Suica首都圏エリア）

全線が大宮支社の管轄である。

## 歴史
日光線の開通以前、東京から日光へは、まず汽車で4時間かけて宇都宮駅まで行き、宇都宮から更に人力車で5時間を要した。日光への鉄道を計画したのは日光鉄道会社で、日本鉄道がその計画を引き継いで建設した。宇都宮 - 今市間は当初、徳次郎、大沢を経由する日光街道（現・国道119号）沿線ルートが検討され、続いて駒生、古賀志、文挟を経由する宇都宮街道（現・栃木県道70号宇都宮今市線）沿線ルートに変更されたが、最終的に砥上（後に鶴田）、鹿沼経由のルートが選定された。1890年（明治23年）6月に宇都宮駅 - 今市駅間が開通し、同年8月には日光駅まで全通した。開業間もない1893年（明治26年）には、日本を訪れたオーストリア＝ハンガリー皇室のフランツ・フェルディナント大公が上野駅 - 日光駅間の日本鉄道を利用して日光を訪問しており、その記録を紀行文として残している。
1906年（明治39年）には鉄道国有法により国有化され、その後1909年（明治42年）の線路名称制定により日光線とされた。当時、東京方面と鹿沼・日光方面を結ぶ路線として上野駅 - 日光駅間には現・東北本線経由で毎日5 - 6往復の定期普通列車（1等車連結）が運行されていた。しかし、1929年（昭和4年）に距離的に有利な東武日光線が開業したことにより、以後競合関係となり熾烈な誘客合戦が展開された。1930年（昭和5年）には時間短縮のため、雀宮駅から鶴田駅に短絡する線路の建設が計画されたが、宇都宮商工会議所を中心とする反対運動に押されて断念した。
東武鉄道の浅草駅 - 東武日光駅間135.5 kmに対し、当路線経由での上野駅 - 日光駅間は146.6 kmと距離が長く、宇都宮駅での折り返しが必要である国鉄は、1956年（昭和31年）に上野駅 - 日光駅間でキハ44800形気動車による準急「日光」の運転を開始し、上野駅 - 日光駅間の所要時間を約2時間に短縮した。その後始発着駅を東京駅に延長、さらに1959年（昭和34年）には全線を電化の上、日光形と呼ばれた特急並みの設備を持つ157系電車を投入し、東京駅 - 日光駅間の所要時間を2時間以内に短縮した。一時期は伊東駅と日光駅を東京駅経由で直通する準急「湘南日光」が人気を博した。また同じ157系電車を使用して新宿駅 - 日光駅間を結ぶ毎日運転の季節列車「中禅寺」も運行され、その間合運用で日光駅 - 黒磯駅間に快速列車も運行されるなど、当時の日光線は優等列車が多数運行されていた。一方、東武鉄道は1960年（昭和35年）に1720系「デラックスロマンスカー」を投入してこれに対抗。1969年（昭和44年）に国鉄は急行「日光」を157系電車から165系電車に置き換えたが、観光旅客輸送としては東武優勢となり、1982年（昭和57年）の東北新幹線開業に伴って急行「日光」は廃止された。その後は上野駅発着列車や黒磯駅発着列車など東北本線と直通運転していた普通列車も削減され、県都・宇都宮と鹿沼・今市・日光方面を結ぶ地域輸送に特化した。使用車両も115系電車や165系電車といったクロスシート車主体の運用から全車ロングシートの通勤形107系電車に切り替えられた（競争については、優等列車沿革も参照）。
また、沿線の宇都宮市陽南（宇都宮駅 - 鶴田駅間）には、日本の気動車メーカーの一つであった富士重工業（現・SUBARU）の宇都宮製作所がある。気動車をはじめ日本国内外向けの多様な車両が製作され、鶴田駅からユーザーに発送されていたが、富士重工業の鉄道車両事業からの撤退に伴い、2002年（平成14年）に鉄道車両輸送は廃止された。

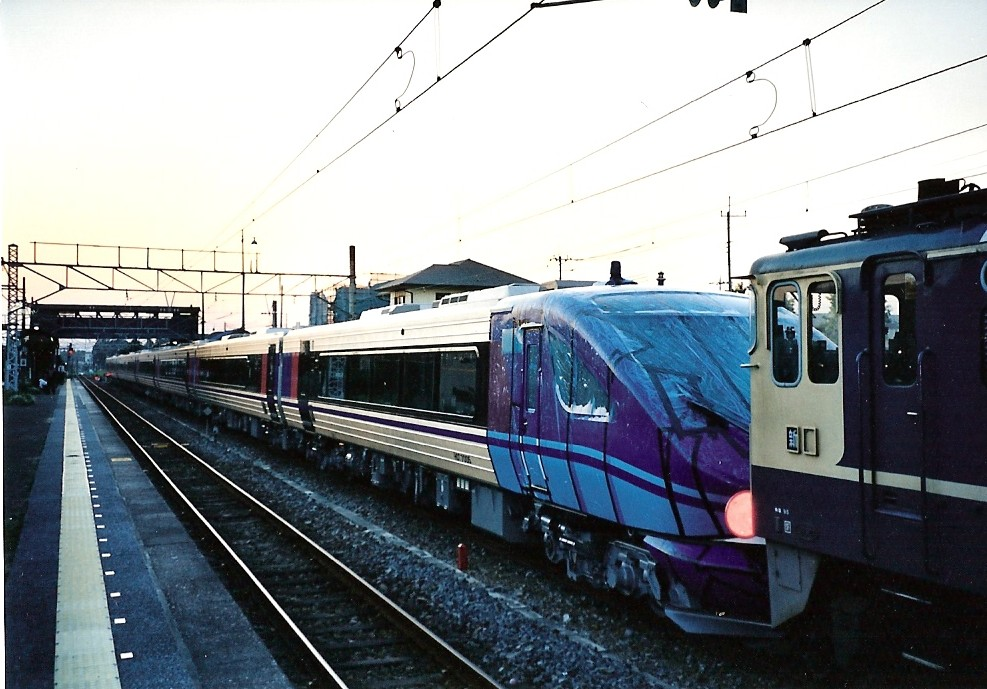
鶴田駅で見られた新造気動車の輸送

### 年表
- 1890年（明治23年）
  - 6月1日：日本鉄道 宇都宮駅 - 今市駅間が開業。砥上駅・鹿沼駅・文挟駅・今市駅が開業[3][11][17]。
  - 8月1日：今市駅 - 日光駅間が開業し全通。日光駅が開業[3][11][17]。
- 1902年（明治35年）9月13日：鶴田駅が開業。砥上駅が廃止[17]。
- 1906年（明治39年）11月1日：日本鉄道が国に買収され国有化、官有鉄道となる[11][17]。
- 1909年（明治42年）10月12日：国有鉄道線路名称制定により、宇都宮駅 - 日光駅間を日光線とする[14]。
- 1929年（昭和4年）11月1日：下野大沢駅が開業[17]。
- 1944年（昭和19年）4月1日：決戦非常措置要綱に基づき、日光線内の列車の二等車が廃止される[18]。
- 1950年（昭和25年）7月11日：集中豪雨により鶴田駅-鹿沼駅間で路床80mが流出。下り列車が現場をさしかかるも急停車で難を逃れる[19]。
- 1957年（昭和32年）1月25日：第12回国民体育大会に出席する昭和天皇のお召し列車が翌日にかけて運転。機関車は国鉄C57形蒸気機関車（C57-126）が充当[20]。
- 1959年（昭和34年）9月22日：全線電化[11]。
- 1970年（昭和45年）3月3日：列車集中制御装置 (CTC) 導入[21]。
- 1982年（昭和57年）11月15日：上越新幹線開業に伴うダイヤ改正により急行「日光」が廃止。これにより当線を走る定期列車としての優等列車は消滅した。
- 1984年（昭和59年）2月1日：全線の貨物営業廃止。
- 1987年（昭和62年）4月1日：国鉄分割民営化により、東日本旅客鉄道が継承。日本貨物鉄道が宇都宮 - 鶴田間 (4.8 km) の第二種鉄道事業者となる。
- 1988年（昭和63年）6月1日：107系電車運行開始[22]。
- 1990年（平成2年）12月1日：下野大沢駅の呼称を「しもずけおおさわ」から「しもつけおおさわ」に変更[17]。
- 2003年（平成15年）4月1日：日本貨物鉄道の第二種鉄道事業（宇都宮駅 - 鶴田駅間 4.8 km）廃止。
- 2008年（平成20年）3月15日：全線が東京近郊区間になり、Suicaが導入[6]。
- 2009年（平成21年）3月：日光線全線開通120周年記念事業の一環として、107系電車の塗装が西洋風レトロ調に変更。また、それと同時に、各駅の駅名標や下野大沢駅など一部の駅がリニューアルされる。
- 2012年（平成24年）8月：2代目の日光駅舎が100周年を迎え、同年10月にそれを記念した団体臨時列車「湘南日光号」が小田原駅 - 日光駅間で運行される。
- 2013年（平成25年）
  - 3月15日：107系電車運行終了[23]。
  - 3月16日：205系600番台電車運行開始[24]。
- 2018年（平成30年）4月1日：観光車両「いろは」運行開始[25]。
- 2022年（令和4年）3月12日：全列車をE131系電車によるワンマン運転に統一。また「いろは」に代わって観光需要に対応するための臨時快速列車（途中停車駅：鹿沼駅・今市駅）を設定する[26]。
- 2026年（令和8年）7月1日（予定）：支社制から事業本部制への再編に伴い、全線の管轄がこれまでの大宮支社から栃木事業本部に変更される[27]。

## 沿線概況
全線にわたり長大な橋梁・トンネルは無く、日光に向かうに連れ標高を増す。鹿沼駅 - 日光駅間では最大25‰の勾配も存在する。
宇都宮駅を出た日光線列車は、しばらく宇都宮線（東北本線）と並行して進み、田川を渡ったところで西側にカーブして宇都宮線の線路と分かれ、宇都宮グランドホテルを周回し宝木台地の切り通しを割って西に進む。この宇都宮駅 - 田川橋梁間は宇都宮線の複線の西側に日光線の単線が敷設されているため、宇都宮線上り列車と併走することがある。東京街道をくぐって台上に登ると南側車窓にSUBARU（旧・富士重工業）宇都宮製作所の工場群が広がる。太平洋戦争中に中島飛行機の戦闘機（陸軍四式戦闘機「疾風」）生産ラインとして創業し、戦後は2002年（平成14年）までディーゼル気動車を中心に鉄道車両の生産も行っていたが、その後は宇宙・航空事業ならびに風力発電事業に集約している。SUBARUに隣接する市営宮原球場を見ながら進んで東武宇都宮線の高架をくぐると、県立宇都宮高校のグラウンド端部を走って栃木街道の高架下を進み鶴田駅に着く。
かつて東武大谷線の軌道線と軽便線が当駅から北に向かって伸び大谷石輸送を行っていたが、戦後の1964年（昭和39年）までにすべて廃止された。その後しばらくは田園風景が広がっていたが、近年は急速に新興住宅地として開発が進んでいる。鶴田駅を出ると住宅地の中を進むが宮環を越えると田園地帯に入り、北側車窓進行方向の林の上に日光連山が見えてくる。反対側車窓の丘上には国指定史跡の根古谷台遺跡があり、うつのみや遺跡の広場として公園整備されている。列車は姿川を渡って丘陵地の合間をカーブしながら進み、楡木街道の陸橋をくぐって切通を抜けると、車窓北側の見通しが開け日光連山の山容が大きく広がる。武子川を渡って鹿沼市に入るとすぐ東北道をくぐる。鹿沼市木工団地の北側を通り、鹿沼市東部の住宅街を抜けて右に大きくカーブを切り、鹿沼市街に入ると間もなく鹿沼駅に着く。
鹿沼駅のホームは2面3線だが3番線はバリアフリー化工事に伴い廃止された。駅標の路線カラーは緑色となっている。鹿沼市市街地にはJR鹿沼駅と東武鉄道の新鹿沼駅があるが、JR鹿沼駅が市街地東部の黒川左岸台地上にあるのに対し、新鹿沼駅はJR鹿沼駅の西方約3 kmの黒川対岸にあり、周辺は旧日光例幣使街道（壬生通り）鹿沼宿である。当初、鹿沼駅は旧市内に作られる計画であったが、一部の反対により現在の位置に決定した。鹿沼駅を出ると切通しを下って武子川沿いの平地部に抜け、やがて上り坂の切通しを登って台上に上がり林の中を走行する。時折林間に材木工場や農家を、また東側車窓には古賀志山を見ながら進んで文挟駅に着く。
文挟駅のホームは2面3線だったが、3番線は未使用である。また旅客列車が列車交換を行うことが多くなっている。また当線の西側に日光例幣使街道が並走し、道沿いには鬱蒼とした日光杉並木が続く。文挟駅を出るとすぐ西側に大谷石の石蔵が見える。この淡い黄緑色を呈する大谷石の石蔵や家塀は宇都宮周辺で広く見られるが、鉄筋コンクリートが普及する前は、大谷石が鉄道駅ホーム等の構造物として関東各地で広く利用された。東京周辺の古い駅ホームでは大谷石のホーム土台を広く見ることができる。列車は築堤に出て車窓両側に文挟の住宅地を見ながら進み、家並みが途切れると再び林の中を進み右にカーブして道路をくぐると再び西側車窓に日光連山が見えてくる。そして右側に道路が並走し左にカーブを切りながら進むと間もなく下野大沢駅に着く。
駅は2面3線だが3番線は柵が取り付けられ未使用となっている。進行方向東側の車窓に高原山を見ながら下野大沢駅を出る。東側を併走していた道路と一旦分かれ、林の向こうに住宅地を見ながら再び東側に道路が並走する。間もなく日光宇都宮道路、そして東武日光線の下をくぐり平地に出ると農地が広がる。西側に東原中学校を見ながら左にカーブを切ると間もなく日光市市役所の最寄駅である今市駅に着く。
今市駅もかつては2面3線だったが、現在は改札ホームの線路は撤去されている。東武鉄道の下今市駅とは700m程離れている。今市は栃木県内有数の蕎麦処であり、今市市時代から蕎麦の町として町おこししている。今市駅から下今市駅にかけての通り沿いにも数軒の蕎麦屋がある。今市駅を出た列車は、前方に大きく聳える日光連山に向かって一気に勾配を上って行く。右側車窓にはまず手前に赤薙・女峰の鋭鋒とその左奥に大真名子・小真名子が、また左側車窓には男体山が、それぞれ見える。右側に日光杉並木を見ながら日光街道（国道119号）と暫く並走し、緩やかに右にカーブを切って街道を跨ぎ東武日光線が右側に接近して来て、旧日光市街に入ると間もなく日光線の終着駅である日光駅に着く。
日光駅もかつては2面3線だったが一線は撤去され、2021年5月現在は2面2線となっている。日光の玄関口としては東武鉄道の東武日光駅に大きく水をあけられているが、大正元年竣工の駅舎には一等待合室や貴賓室があり、往時の賑わいが偲ばれる。駅前からは世界遺産の日光二社一寺経由で、中禅寺湖・日光湯元温泉方面、霧降高原・大笹牧場方面の各方面へ向かう路線バスや、これらの観光地や鬼怒川温泉を周遊する定期観光バスが発着する。

## 運行形態

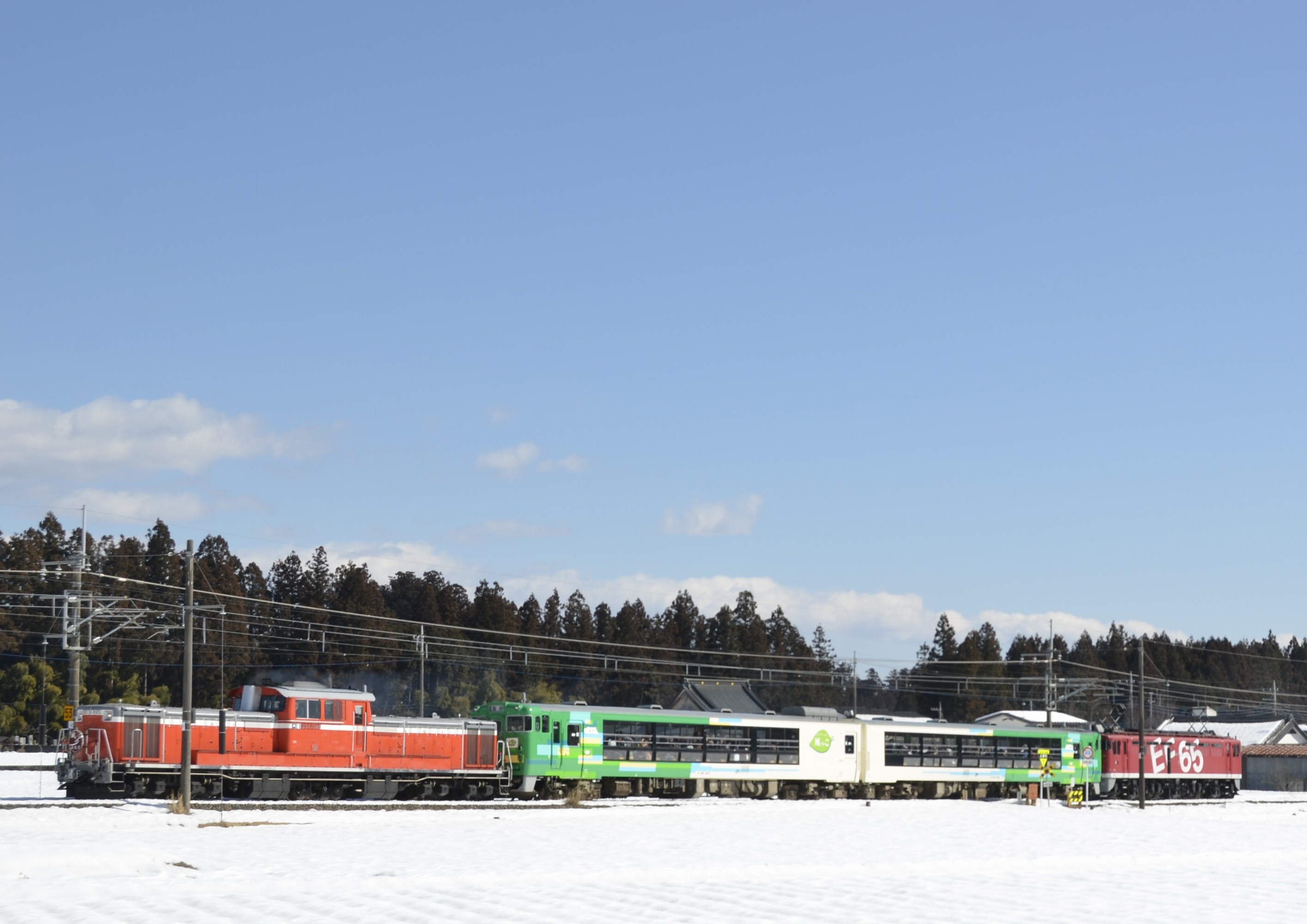
ディーゼル機関車DD51と電気機関車EF65のプッシュ-プルによる風っ子号

1時間あたり1 - 2本程度の普通列車のほか、朝夕の通勤・通学時間帯のみ宇都宮駅 - 鹿沼駅間の区間列車が設定されている。朝6時台の1本は宇都宮線（東北本線）小金井発の直通列車となっている。
また、びゅうコースター風っこなどによる臨時列車や、クルーズトレイン「TRAIN SUITE 四季島」の乗り入れもある。
2022年3月12日以降はすべての列車がE131系600番台による3両編成での運転であり、ワンマン運転が行われている。車両のドアは一年を通じて「半自動扱い」となっている。
107系が使用されていた2013年3月15日までは全28往復中、半数にあたる14往復が4両編成、始発や終電と混雑時間帯の4往復が6両編成、宇都宮駅 - 鹿沼駅間の区間運転列車4往復を含む10往復が2両編成で運行されていた。2010年3月13日のダイヤ改正では、2両編成で運用されていた列車の一部が4両編成以上の運用に変更された。2013年3月16日のダイヤ改正で205系600番台に置き換えられたことで全列車が4両編成での運転となり、2022年3月12日のダイヤ改正以降はE131系600番台による3両編成での運行となった。E131系投入後は以前より混雑が激しくなり、4月の新学期から学生などの大量の積み残しが発生し問題となったことがある。
修学旅行シーズンには東京都・神奈川県・埼玉県方面からの修学旅行列車が運転される場合がある。車両には主にE257系5000・5500番台（大宮総合車両センター所属）が充当されている。以前は、185系（大宮総合車両センター所属）や183系・189系（田町車両センターまたは幕張車両センター所属）、更に以前は155系・165系・167系（田町電車区所属）が充当されていた。
かつては東京方面と日光を結ぶ主要経路として優等列車が頻繁に運行されており、現在も修学旅行列車や団体臨時列車といった長編成の列車が乗り入れて来るため、全駅に行き違い施設があり、適したホーム有効長が確保されている。

## 使用車両
日光線で定期運用されている車両は以下のとおり。
- E131系電車
  - 2022年3月12日のダイヤ改正から、「いろは」を含む全ての205系を置き換える形で運用開始[5][26]。3両編成15本（宇都宮線と共通運用）が導入された[5]。

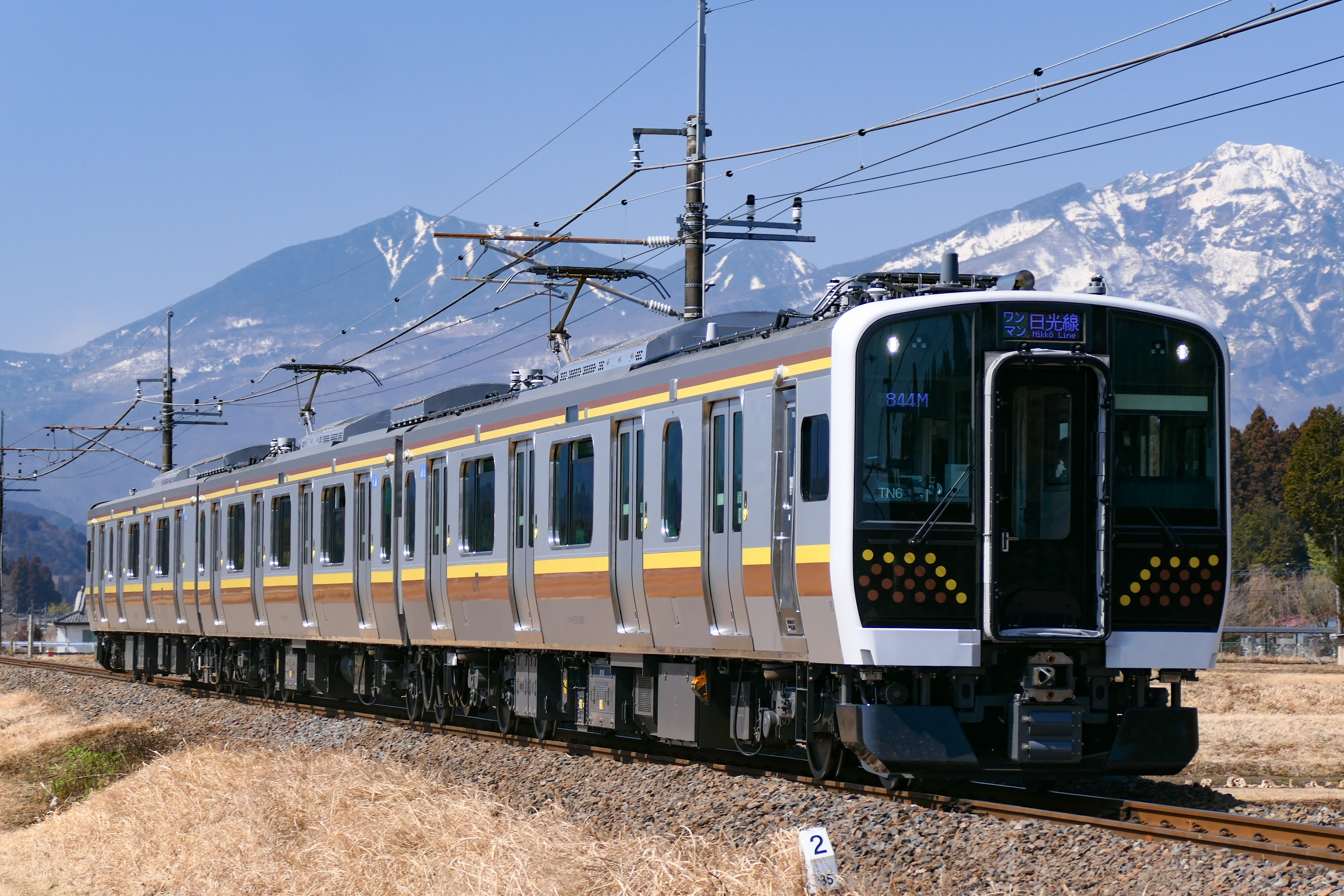
E131系600番台

### 過去の使用車両
かつて日光線で定期運用されていた車両は以下のとおり。
- キハ45000形気動車
  - 日光線に投入されたはじめての気動車快速「日光」（上野駅 - 日光駅間）で充当された。
- キハ44800形気動車「日光形」
  - キハ45000形気動車に続いて上野駅 - 日光駅間に投入された気動車。この投入から所要時間が大幅に短縮され、「日光」は準急として運行されるようになった。
- 31系電車
- 40系電車
- 70系電車
- 80系電車
- 115系電車
- 157系電車「日光形」
  - 日光線の電化に伴い、準急「日光」に充当されていたキハ44800形を置き換えた。当時の花形列車だった。準急「湘南日光」（伊東駅 - 東京駅 - 日光駅間）、同「中禅寺」（新宿駅 - 日光駅間）、日光駅 - 黒磯駅間の快速列車にも充当された。
- 165系電車
  - 157系電車を置き換えて登場した。基本的に急行「日光」として使用されたが、その間合運用で普通列車にも使用された。
- キハ40形1000番台気動車
  - 烏山線用の車両。烏山線の間合い運用で宇都宮駅 - 鹿沼駅間の区間列車に使用された。
- 107系0番台電車（小山車両センター所属）
  - 1988年に運行開始[22]。2013年運行終了[23]。107系0番台は予備車が不足しているため、代走として107系100番台（高崎車両センター所属）や115系（高崎車両センター所属）が運用されることもあった[34]。
- 205系600番台（小山車両センター所属）
  - 2013年3月16日より[24]、107系の置き換え用として、京葉車両センターから4両編成4本が改造の上で移籍した[35][36]。宇都宮側の先頭車（4号車）に車椅子スペースとトイレを設置した[35]。予備編成を持たないため検査時や故障で運用できない編成が生じた場合、同形式の宇都宮線運用車（一部、元川越車両センター所属車）で代走した。
  - このうち1編成（Y3編成、元ケヨ4編成）は、2018年4月1日 - 6月30日に開催された「本物の出会い 栃木」デスティネーションキャンペーンに合わせ、観光車両「いろは」に再改造され[37]、2018年4月1日より運行を開始した[25]。

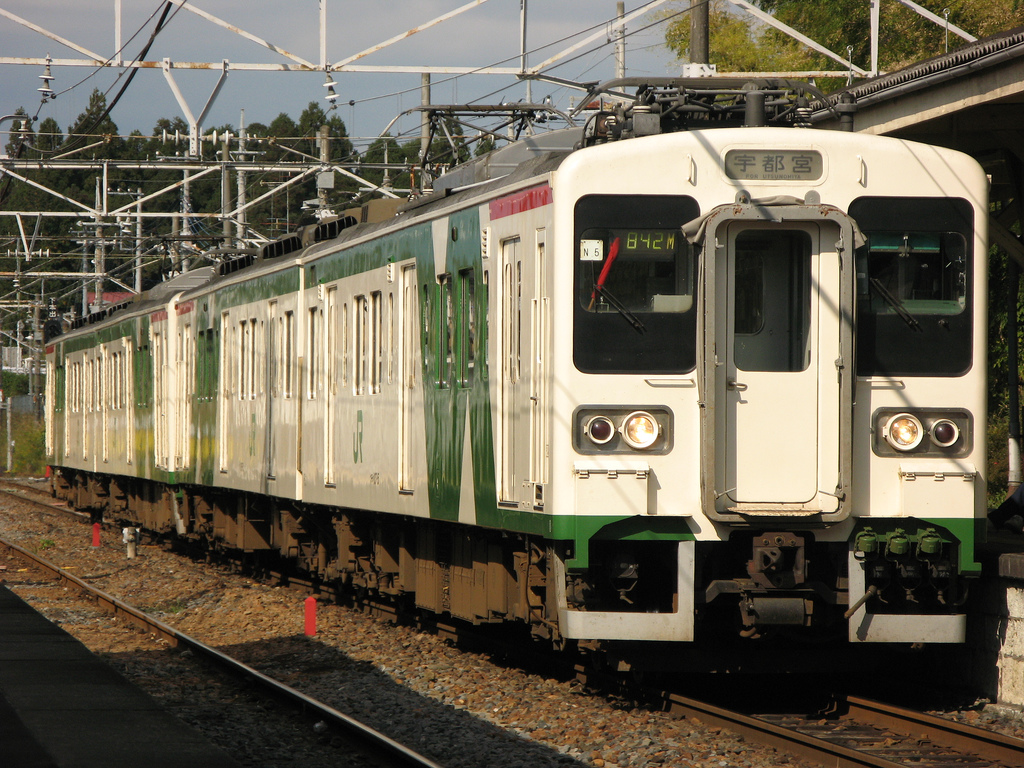
107系0番台電車（旧塗色）
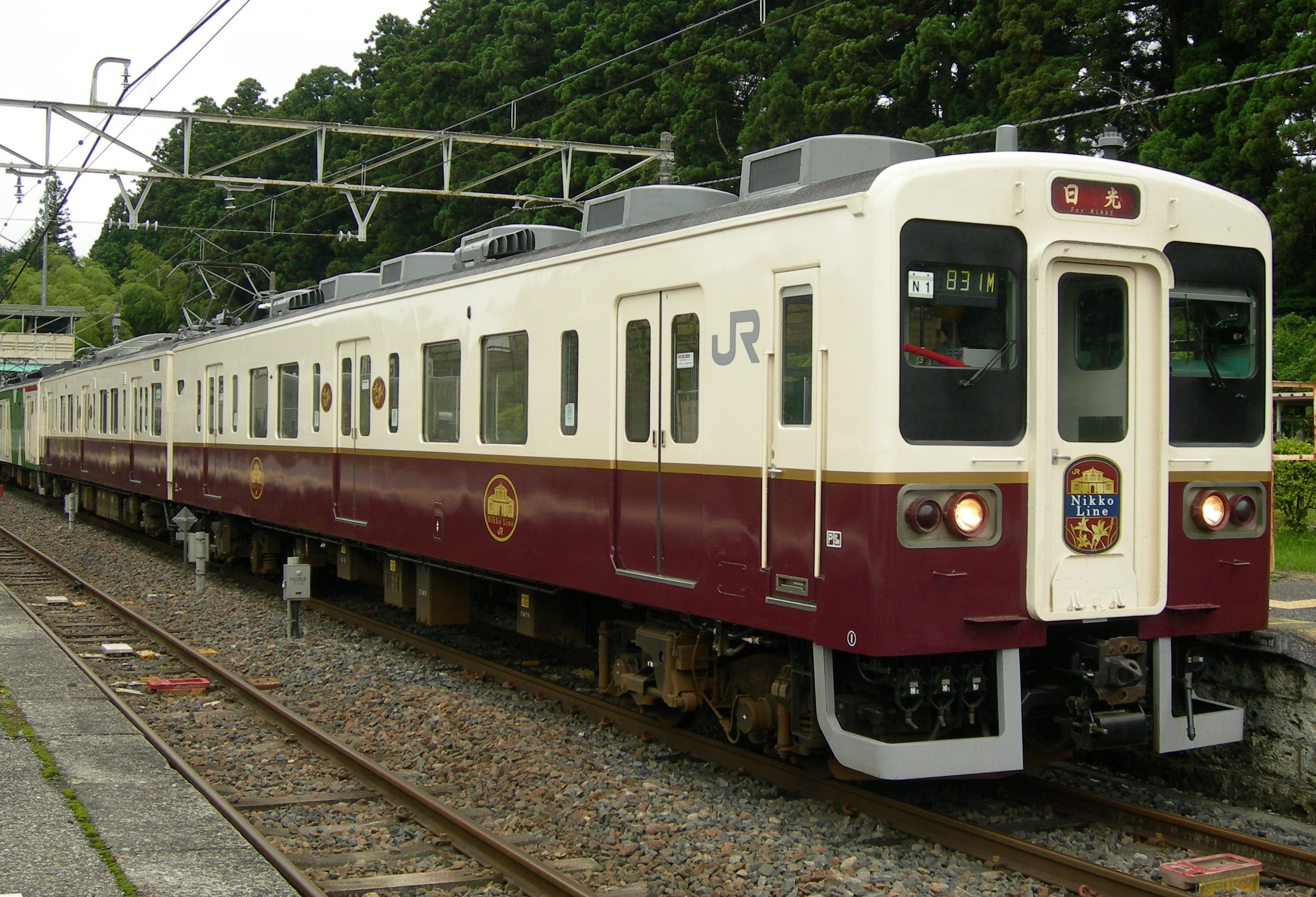
107系0番台電車（新塗装）
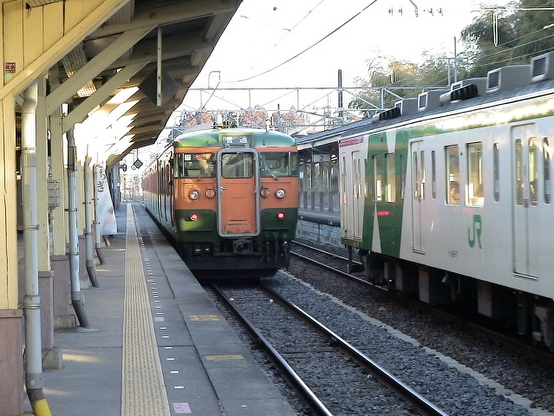
日光線内で107系の代走をした115系電車
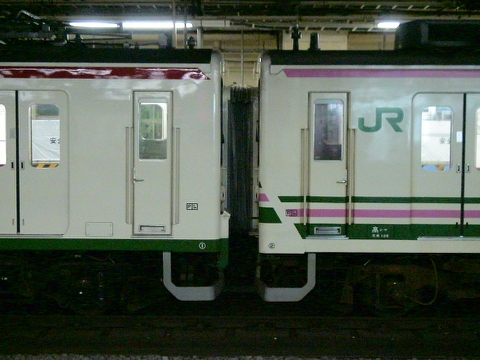
107系0番台と100番台で連結した運用も行われた
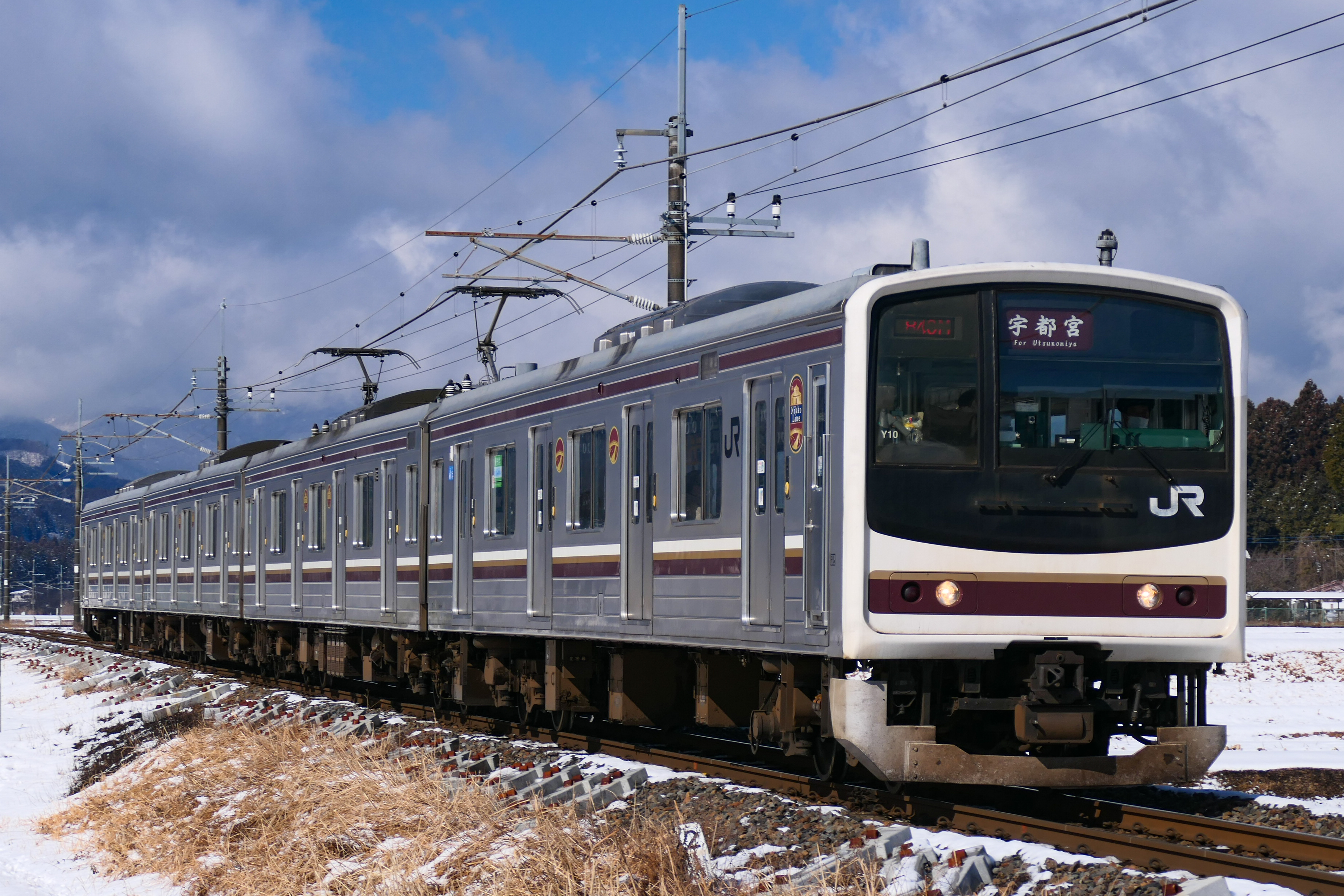
205系600番台
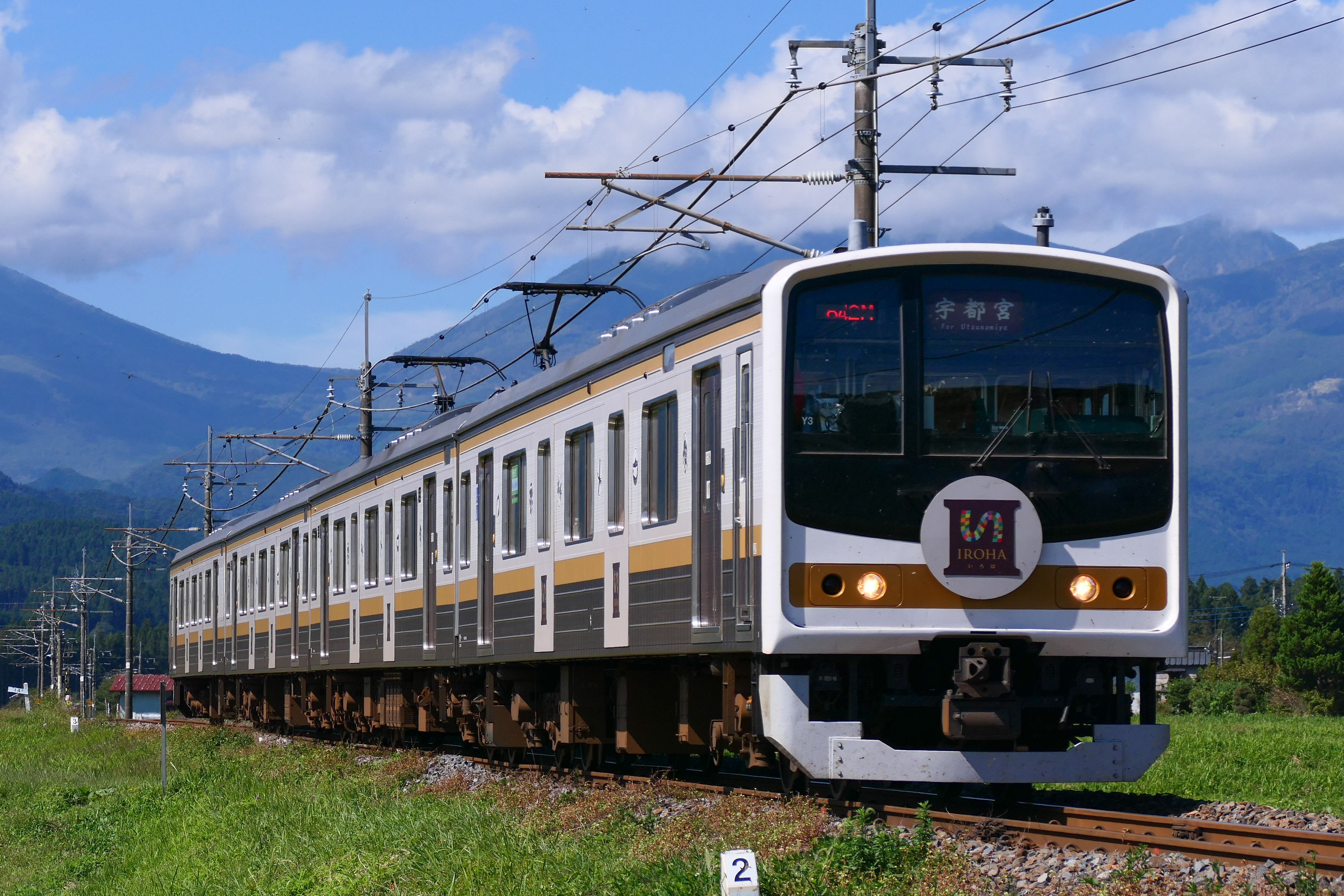
観光車両「いろは」

## 駅一覧
- 全列車普通列車（全駅に停車）
- 列車交換は全駅で可能。
- 全駅栃木県内に所在。
- 接続路線の括弧内の番号は停留場番号
- 駅の発車メロディは宇都宮駅と日光駅を除き、テイチク製の「シンコペーション」と「See you again」である（宇都宮駅は「カリフォルニアシャワー」、日光駅は発車ベル）。なお、2022年春のダイヤ改正以降の定期旅客列車は全てワンマン運転のため、車掌が乗務する臨時列車などを除いては車両のスピーカーから流れる発車メロディとアナウンス、あるいはアナウンスのみで発車する。

| 駅名       | 営業キロ | 営業キロ | 接続路線 | 所在地   |
| 駅名       | 駅間     | 累計     | 接続路線 | 所在地   |
| ---------- | -------- | -------- | --- | -------- |
| 宇都宮駅   | -        | 0.0      | 東日本旅客鉄道： 東北新幹線・山形新幹線・■東北本線（宇都宮線）・■烏山線 宇都宮ライトレール：■宇都宮芳賀ライトレール線（宇都宮駅東口停留場: 01） | 宇都宮市 |
| 鶴田駅     | 4.8      | 4.8      | | 宇都宮市 |
| 鹿沼駅     | 9.5      | 14.3     | | 鹿沼市   |
| 文挟駅     | 8.1      | 22.4     | | 日光市   |
| 下野大沢駅 | 5.8      | 28.2     | | 日光市   |
| 今市駅     | 5.7      | 33.9     | | 日光市   |
| 日光駅     | 6.6      | 40.5     | | 日光市   |

1. ↑  湘南新宿ライン・上野東京ラインを含む。
2. ↑  路線の起点は宝積寺駅であるが、大半の列車が東北本線（宇都宮線）を経由して宇都宮駅まで乗り入れる。

2022年度の時点で、JR東日本自社による乗車人員集計の除外対象となる駅（完全な無人駅）は、文挟駅のみである。
かつては、鶴田駅 - 鹿沼駅間に新駅を設置する計画があったが、廃止されている。栃木県経済同友会は2017年にまとめた『トチギの未来夢計画』の中で、鶴田駅 - 鹿沼駅間の新駅のほか、日光線と東武宇都宮線との結節点として富士重工（現・SUBARU）付近への新駅設置を提言している。

### 過去の接続路線
- 鶴田駅：東武大谷線[41]
- 日光駅：東武日光軌道線 - 1968年2月25日廃止[42]

## 平均通過人員
各年度の平均通過人員（人/日）は以下のとおりである。
| 年度                   | 平均通過人員（人/日） | 平均通過人員（人/日） | 平均通過人員（人/日） | 出典   |
| 年度                   | 全線                  | 宇都宮 - 鹿沼         | 鹿沼 - 日光           | 出典   |
| ---------------------- | --------------------- | --------------------- | --------------------- | ------ |
| 1987年度（昭和62年度） | 5,688                 | 7,824                 | 4,854                 | [ 43 ] |
| 2011年度（平成23年度） | 5,075                 | 7,640                 | 3,675                 | [ 43 ] |
| 2012年度（平成24年度） | 5,196                 | 7,835                 | 3,756                 | [ 43 ] |
| 2013年度（平成25年度） | 5,350                 | 8,080                 | 3,860                 | [ 43 ] |
| 2014年度（平成26年度） | 5,278                 | 7,921                 | 3,836                 | [ 43 ] |
| 2015年度（平成27年度） | 5,579                 | 8,231                 | 4,131                 | [ 43 ] |
| 2016年度（平成28年度） | 5,541                 | 8,265                 | 4,054                 | [ 44 ] |
| 2017年度（平成29年度） | 5,787                 | 8,513                 | 4,298                 | [ 44 ] |
| 2018年度（平成30年度） | 5,806                 | 8,562                 | 4,301                 | [ 44 ] |
| 2019年度（令和元年度） | 5,642                 | 8,314                 | 4,184                 | [ 44 ] |
| 2020年度（令和02年度） | 3,671                 | 5,644                 | 2,595                 | [ 44 ] |
| 2021年度（令和03年度） | 3,996                 | 6,118                 | 2,838                 | [ 45 ] |
| 2022年度（令和04年度） | 4,543                 | 6,814                 | 3,304                 | [ 45 ] |
| 2023年度（令和05年度） | 5,011                 | 7,440                 | 3,685                 | [ 46 ] |